# Ролов, Кароль
Кароль Ролов-Мяловский (пол. Karol Rolow-Miałowski, или на испанский манер — Карлос Ролоф-Миалофски (исп. Carlos Roloff Mialofsky), 26 августа (или 4 ноября) 1842 — 17 мая 1907) — кубинский военный и государственный деятель польского происхождения, участник войны за независимость Кубы, один из немногих мамби некубинского происхождения, получивших знание генерала Освободительной армии.

## Биография
Кароль Ролов-Мяловский родился в Варшаве в семье участника Польского восстания 1830-31 годах. Когда он был ребёнком, семья эмигрировала в Кёнигсберг, где Кароль получил военное и коммерческое образование. В 1862 году умер его отец. Кароль вместе с матерью и младшими братьями эмигрировал в США. В разгоревшейся вскоре Гражданской войне Ролов-Мяловский сражался на стороне Севера в составе 9-го Огайского пехотного полка и был произведён в капитаны.
После Гражданской войны работал клерком в торговой компании, поставлявшей в США кубинский сахар. Поселившись на Кубе, бывшей тогда испанской колонией, Ролов-Мяловский активно включился в местную жизнь. Он стал членом клуба «El Progresso» и масонской ложи «San-Juan», а вскоре присоединился к освободительному движению Мамбисес. Принял участие в Десятилетней войне. В 1868 году был произведён в генералы кубинских повстанческих сил.
В 1879 году Ролов-Мяловский пытался привести на Кубу судно с оружием и боеприпасами, однако экспедиции пришлось высадиться на Ямайке. Не сумев попасть на Кубу, генерал Ролов подался в Гондурас, где вскоре стал директором «Banco Central in Amapala». 3 февраля 1883 года женился на Галатее Гуардиола. У них было четверо детей.
В 1892 году выехал в США, где сотрудничал с Хосе Марти, вместе они основали Кубинскую революционную партию. 
Принял участие в Малой войне. 
В 1895 году вновь высадился на Кубе и продолжил повстанческую борьбу. 
В 1902 году кубинский суд удостоил его гражданства независимой Кубы.